# Base aérienne de Kecskemét
La base aérienne 59 "Szentgyörgyi Dezső" de l'Armée de l'air hongroise est une base aérienne située près de Kecskemét dans le comitat de Bács-Kiskun en Hongrie.

## Histoire
L'aéroport est utilisé par la Force Aérienne Hongroise (Magyar Légierő) ainsi que par l'OTAN. Il accueille chaque année le Kecskemét Air Show, un grand évènement regroupant des parades aériennes, présentations d'avions...

### Vol de pièces détachés
En Aout 2025, la base a été l'objet d'un vol de pièces détachés prélevés sur des Mig 29 réformés stoker sur la base sous la responsabilité d'une société privée. Le butin comprenant en particulier un système radar complet de près de 200kg. 

## Situation
| \| 50 km1:5 636 000 \| Fertőszentmiklós Győr-Pér Siófok-Kiliti Szeged Hévíz-Balaton Budapest-Ferenc Liszt Debrecen Pécs-Pogány Kecskemét |
| 50 km1:5 636 000 |